# Fleury (Aisne)
Pour les articles homonymes, voir Fleury.
Fleury est une commune française située dans le département de l'Aisne en région Hauts-de-France.

## Géographie

### Description

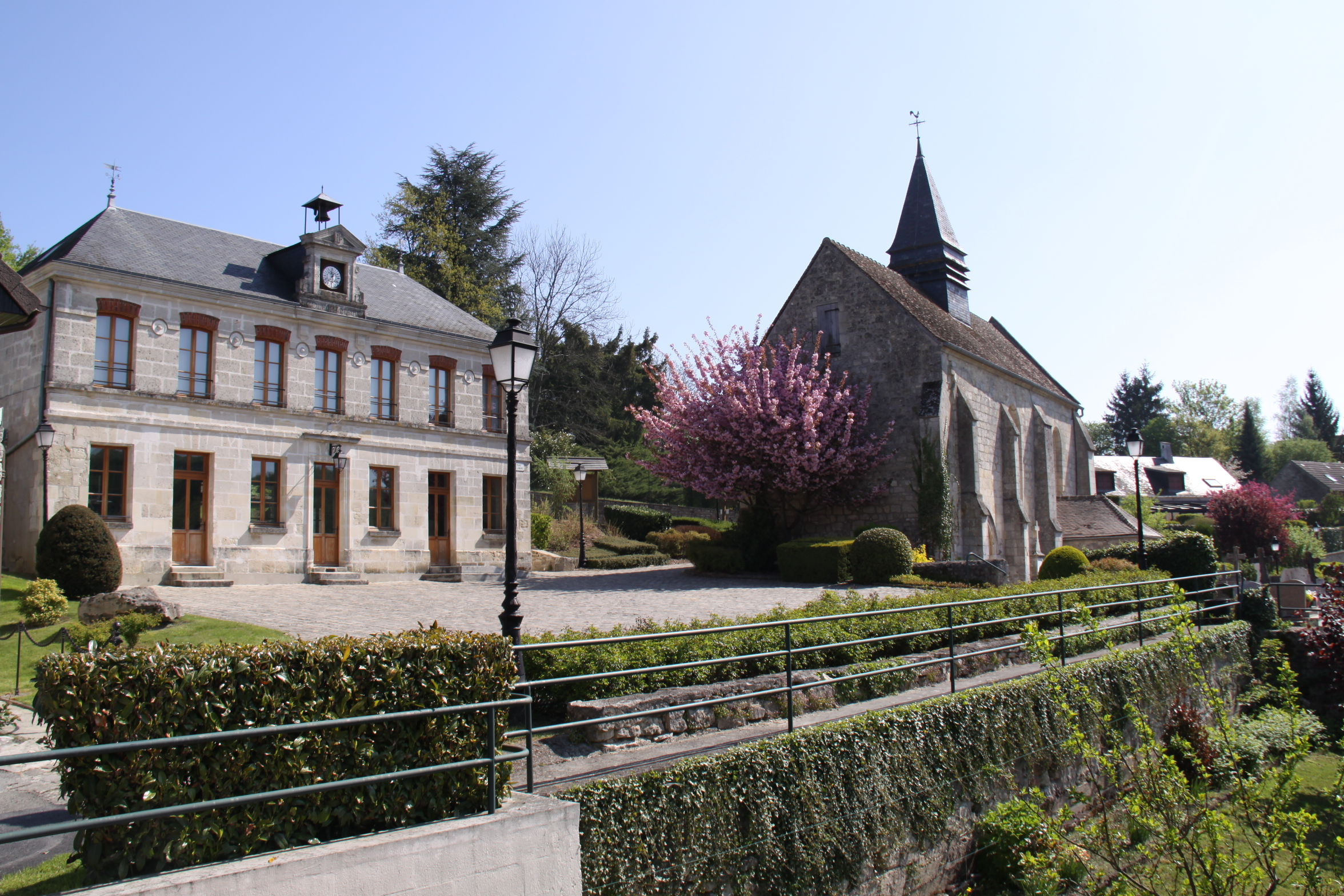
Ambiance du village : la place de la mairie.

Fleury est un petit village rural du Valois jouxtant au nord-est  Villers-Cotterêts, situé au cœur de la forêt de Retz situé à 18 km au sud-ouest de Soissons, à 75 km au nord-est de Paris et à 63 km à l'ouest de Reims. Il est aisément accessible par la route nationale 2, qui constitue la limite nord-ouest du territoiure communal.
Il est traversé par la Ligne de La Plaine à Hirson et Anor (frontière) dont la station la plus proche est la gare de Villers-Cotterêts desservie par des trains TER Hauts-de-France, express et omnibus, qui effectuent des missions entre les gares de Paris-Nord ou de Crépy-en-Valois et de Laon.

### Hydrographie
La commune est située dans le bassin Seine-Normandie. Elle est drainée par le cours d'eau 01 de sous la Ramée. Des zones humides complètent le réseau hydrographique et alimentent l'étang de la Petite Ramée, sur lequel était autrefois implanté un moulin à eau,.
Ces eaux se jettent dans la Savière, qui est un affluent de l'Ourcq, et donc un sous-affluent de la Seine par la Marne.

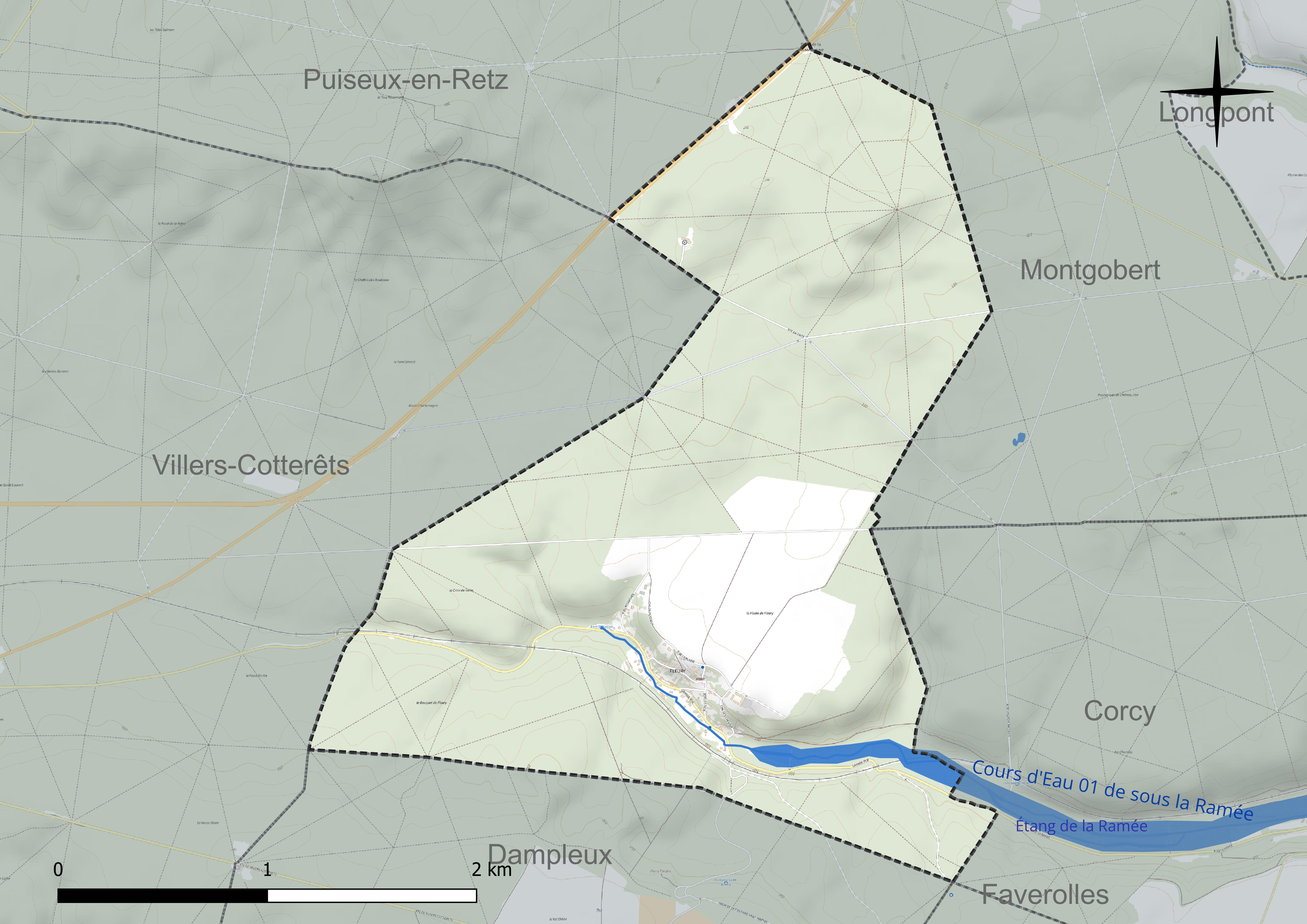
Réseau hydrographique de Fleury.

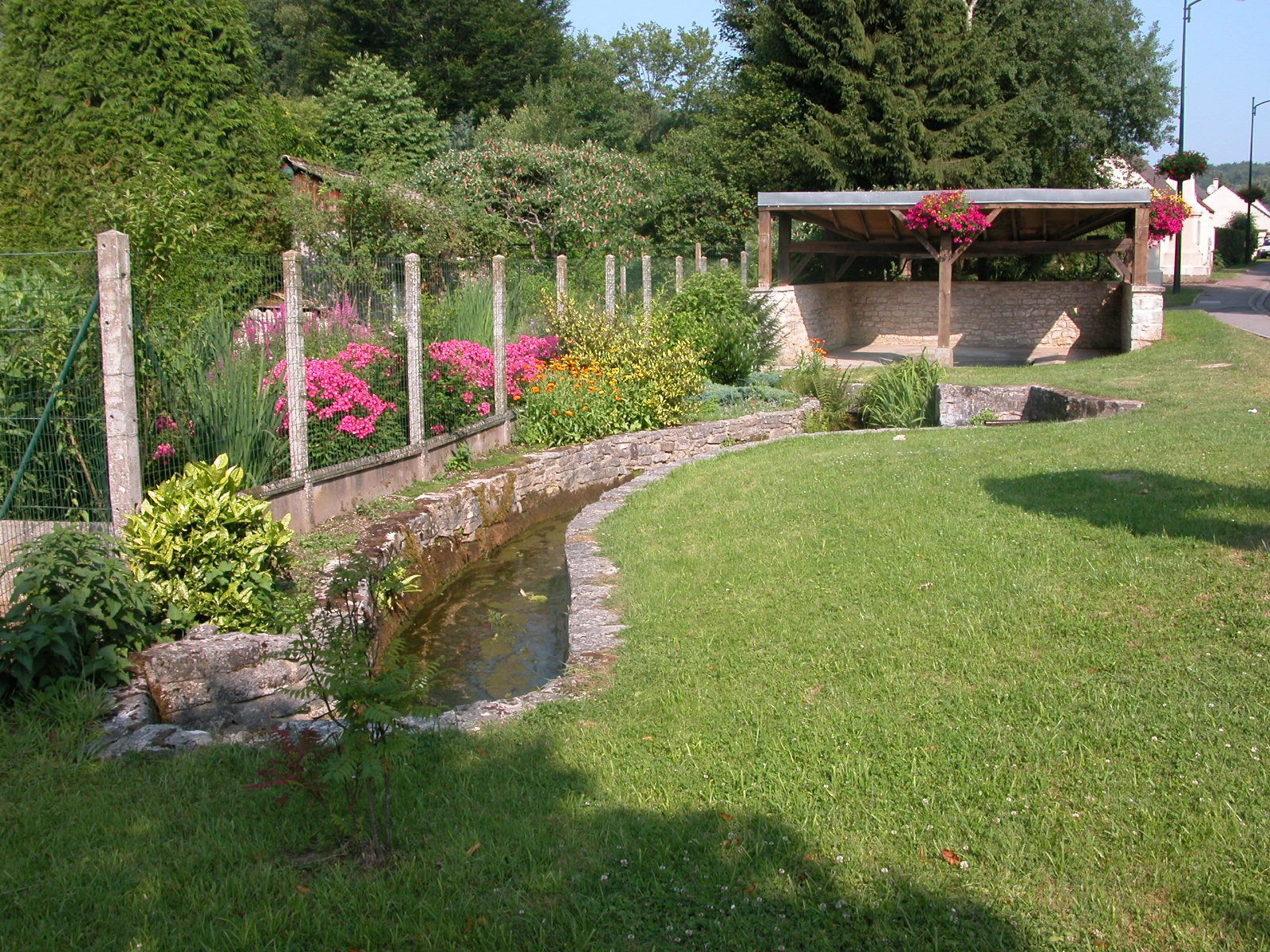
Le lavoir.
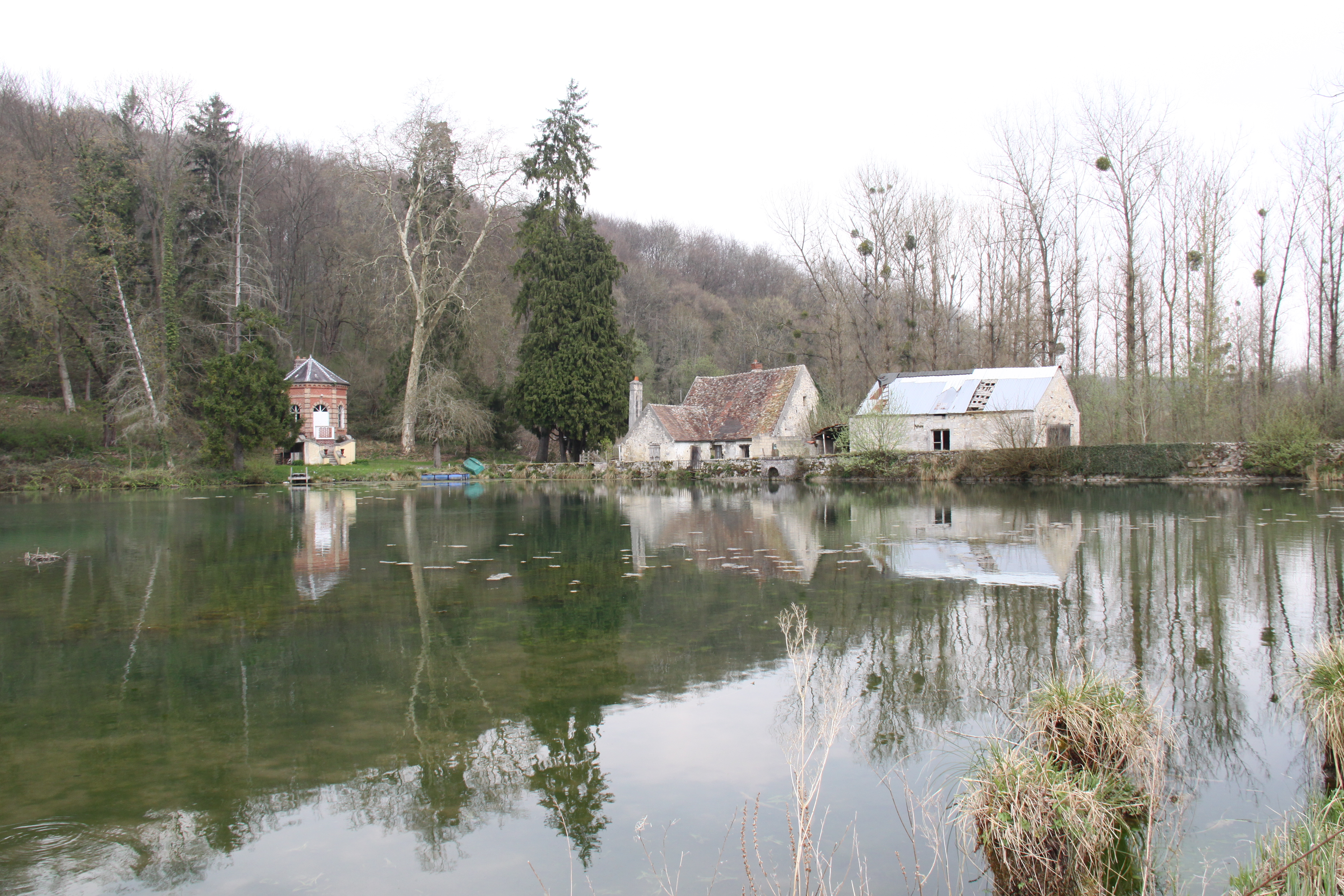
Le moulin.

### Climat
Pour des articles plus généraux, voir Climat des Hauts-de-France et Climat de l'Aisne.
En 2010, le climat de la commune est de type climat océanique dégradé des plaines du Centre et du Nord, selon une étude du CNRS s'appuyant sur une série de données couvrant la période 1971-2000. En 2020, Météo-France publie une typologie des climats de la France métropolitaine dans laquelle la commune est exposée à un climat océanique altéré et est dans la région climatique Nord-est du bassin Parisien, caractérisée par un ensoleillement médiocre, une pluviométrie moyenne régulièrement répartie au cours de l'année et un hiver froid (3 °C).
Pour la période 1971-2000, la température annuelle moyenne est de 10,6 °C, avec une amplitude thermique annuelle de 15,2 °C. Le cumul annuel moyen de précipitations est de 733 mm, avec 11,8 jours de précipitations en janvier et 8,8 jours en juillet. Pour la période 1991-2020, la température moyenne annuelle observée sur la station météorologique la plus proche, située sur la commune de Braine à 29 km à vol d'oiseau, est de 11,3 °C et le cumul annuel moyen de précipitations est de 662,7 mm,. Pour l'avenir, les paramètres climatiques de la commune estimés pour 2050 selon différents scénarios d'émission de gaz à effet de serre sont consultables sur un site dédié publié par Météo-France en novembre 2022.

## Urbanisme

### Typologie
Au 1er janvier 2024, Fleury est catégorisée commune rurale à habitat dispersé, selon la nouvelle grille communale de densité à 7 niveaux définie par l'Insee en 2022.
Elle est située hors unité urbaine. Par ailleurs la commune fait partie de l'aire d'attraction de Paris, dont elle est une commune de la couronne,.

### Occupation des sols
L'occupation des sols de la commune, telle qu'elle ressort de la base de données européenne d'occupation biophysique des sols Corine Land Cover (CLC), est marquée par l'importance des forêts et milieux semi-naturels (82,7 % en 2018), une proportion identique à celle de 1990 (82,7 %). La répartition détaillée en 2018 est la suivante : 
forêts (82,7 %), terres arables (12,6 %), zones urbanisées (4,7 %).
L'évolution de l'occupation des sols de la commune et de ses infrastructures peut être observée sur les différentes représentations cartographiques du territoire : la carte de Cassini (XVIIIe siècle), la carte d'état-major (1820-1866) et les cartes ou photos aériennes de l'IGN pour la période actuelle (1950 à aujourd'hui).

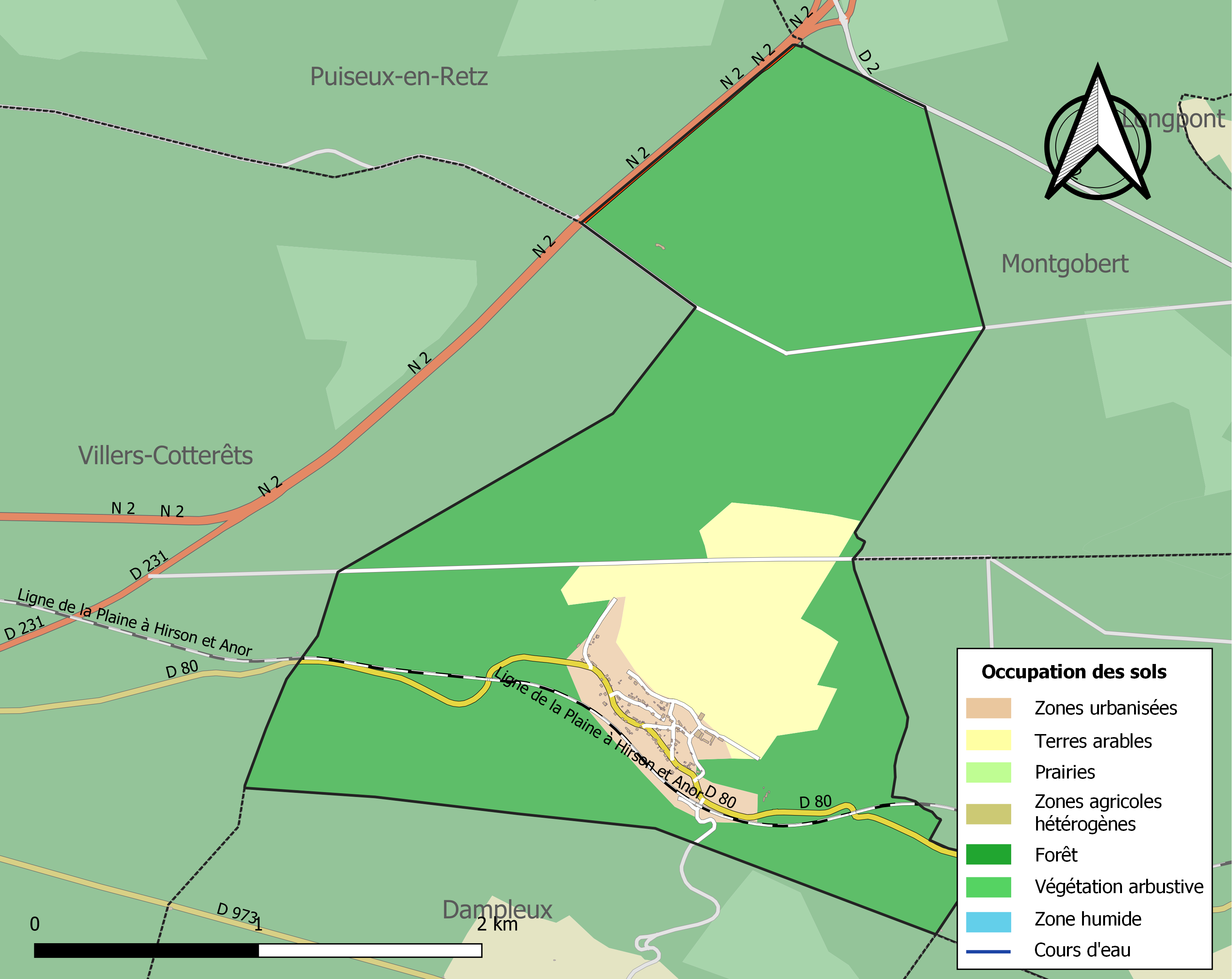
Carte de l'occupation des sols de la commune en 2018 (CLC).

## Toponymie
Le nom de la localité est attesté sous les formes Altare de Flori (1147) ; Floriacus (1189) ; Floriacum (1197) ; Ville de Flory (1384) ; Floury (1544).

## Histoire
Le village s'est constitué dans une clairière issue d'un défrichement opéré au Moyen Âge dans la Forêt de Retz

## Politique et administration

### Rattachements administratifs et électoraux

#### Rattachements administratifs
La commune se trouve  dans l'arrondissement de Soissons du département de l'Aisne.
Elle faisait partie depuis 1793 du canton de Villers-Cotterêts. Dans le cadre du redécoupage cantonal de 2014 en France, cette circonscription administrative territoriale a disparu, et le canton n'est plus qu'une circonscription électorale.

#### Rattachements électoraux
Pour les élections départementales, la commune fait partie depuis 2014 d'un nouveau  canton de Villers-Cotterêts
Pour l'élection des députés, elle fait partie de la cinquième circonscription de l'Aisne.

### Intercommunalité
Fleury était membre de la communauté de communes Villers-Cotterêts - Forêt de Retz, un établissement public de coopération intercommunale (EPCI) à fiscalité propre créé en 2001 et auquel la commune avait transféré un certain nombre de ses compétences, dans les conditions déterminées par le code général des collectivités territoriales.
Dans le cadre des dispositions de la loi portant nouvelle organisation territoriale de la République du 7 août 2015, qui prévoit que les établissements publics de coopération intercommunale (EPCI) à fiscalité propre doivent avoir un minimum de 15 000 habitants, cette intercommunalité a fusionné avec sa voisine pour former, le 1er janvier 2017, la communauté de communes Retz-en-Valois dont est désormais membre la commune.
La communauté de communes Retz-en-Valois est par ailleurs membre d'autres groupements intercommunaux.

### Liste des maires
| Période                                  | Période                       | Identité                         | Étiquette | Qualité                                              |
| ---------------------------------------- | ----------------------------- | -------------------------------- | --------- | ---------------------------------------------------- |
| Les données manquantes sont à compléter. |                               |                                  |           |                                                      |
| 1919                                     | 1956                          | Henri Burgneaux[réf. nécessaire] |           |                                                      |
| 1956                                     |                               | Mme Fabre[réf. nécessaire]       |           |                                                      |
| Les données manquantes sont à compléter. |                               |                                  |           |                                                      |
| 1971                                     | mars 1983                     | Jean-Pierre Malotaux             |           |                                                      |
| mars 1983                                | novembre 2013                 | Jean-Pierre Deschamps            | DVD       | Cadre chez Volkswagen Financement Décédé en fonction |
| 18 janvier 2014                          | avril 2014                    | Jean-Pierre Malotaux             |           | Ancien concessionnaire automobile                    |
| avril 2014                               | juillet 2020                  | Josiane Chandelle                | DVD       | Retraitée                                            |
| juillet 2020                             | En cours (au 2 décembre 2020) | Jean-François Danger             |           | Artisan                                              |

### Politique de développement durable
La commune a engagé une politique de développement durable en lançant une démarche d'Agenda 21 en 2002.

## Équipements et services publics
Les enfants de la commune sont scolarisés au sein d'un regroupement pédagogique intercommunal constitué avec Dampleux, Corcy et Faverolles.
Ils continuent leur scolarité au collège de Villers-Cotterêts

## Démographie
L'évolution du nombre d'habitants est connue à travers les recensements de la population effectués dans la commune depuis 1793. Pour les communes de moins de 10 000 habitants, une enquête de recensement portant sur toute la population est réalisée tous les cinq ans, les populations de référence des années intermédiaires étant quant à elles estimées par interpolation ou extrapolation. Pour la commune, le premier recensement exhaustif entrant dans le cadre du nouveau dispositif a été réalisé en 2004.

En 2022, la commune comptait 126 habitants, en évolution de −9,35 % par rapport à 2016 (Aisne : −1,97 %, France hors Mayotte : +2,11 %).
| 1793 | 1800 | 1806 | 1821 | 1831 | 1836 | 1841 | 1846 | 1851 |
| ---- | ---- | ---- | ---- | ---- | ---- | ---- | ---- | ---- |
| 125  | 124  | 149  | 132  | 172  | 168  | 166  | 141  | 141  |

| 1856 | 1861 | 1866 | 1872 | 1876 | 1881 | 1886 | 1891 | 1896 |
| ---- | ---- | ---- | ---- | ---- | ---- | ---- | ---- | ---- |
| 115  | 188  | 167  | 166  | 141  | 165  | 159  | 154  | 152  |

| 1901 | 1906 | 1911 | 1921 | 1926 | 1931 | 1936 | 1946 | 1954 |
| ---- | ---- | ---- | ---- | ---- | ---- | ---- | ---- | ---- |
| 161  | 143  | 133  | 115  | 117  | 107  | 106  | 119  | 107  |

| 1962 | 1968 | 1975 | 1982 | 1990 | 1999 | 2004 | 2006 | 2009 |
| ---- | ---- | ---- | ---- | ---- | ---- | ---- | ---- | ---- |
| 95   | 85   | 99   | 138  | 128  | 148  | 144  | 142  | 131  |

| 2014 | 2019 | 2022 | - | - | - | - | - | - |
| ---- | ---- | ---- | - | - | - | - | - | - |
| 137  | 128  | 126  | - | - | - | - | - | - |

## Culture locale et patrimoine

### Lieux et monuments
- Fleury dispose une mairie-école (1819) dont l'aménagement intérieur a été complètement modernisé en 2004 pour créer une salle municipale au rez-de-chaussée, une salle du conseil et deux bureaux à l'étage. Elle jouxte la petite église du village.
- L'église Saint Martin datant du XIIe siècle. On peut y admirer un lutrin de bois.
- La maison carrée XVIIe siècle est la plus ancienne du village.
- La ferme de Fleury du XVIIIe siècle possède un mur sur lequel on dit que Racine de passage à Fleury y grava son nom.
- En lisière de la plaine de Fleury, sur la route forestière du pendu, est érigé un monument dédié aux 46e et 246e régiments d'artillerie de campagne qui ont combattu dans le secteur durant la Grande Guerre en juin 1918.
- La fontaine Gosset, située à l'entrée du village, est une des sources alimentant le ru de Fleury (affluent de la Savière).
- Le lavoir.
- L'ancienne abbaye.
- La passerelle.
- L'ancien château d'eau.
- Le moulin.
- L'émetteur de radio FM et de télévision du carrefour du Saut du Cerf.

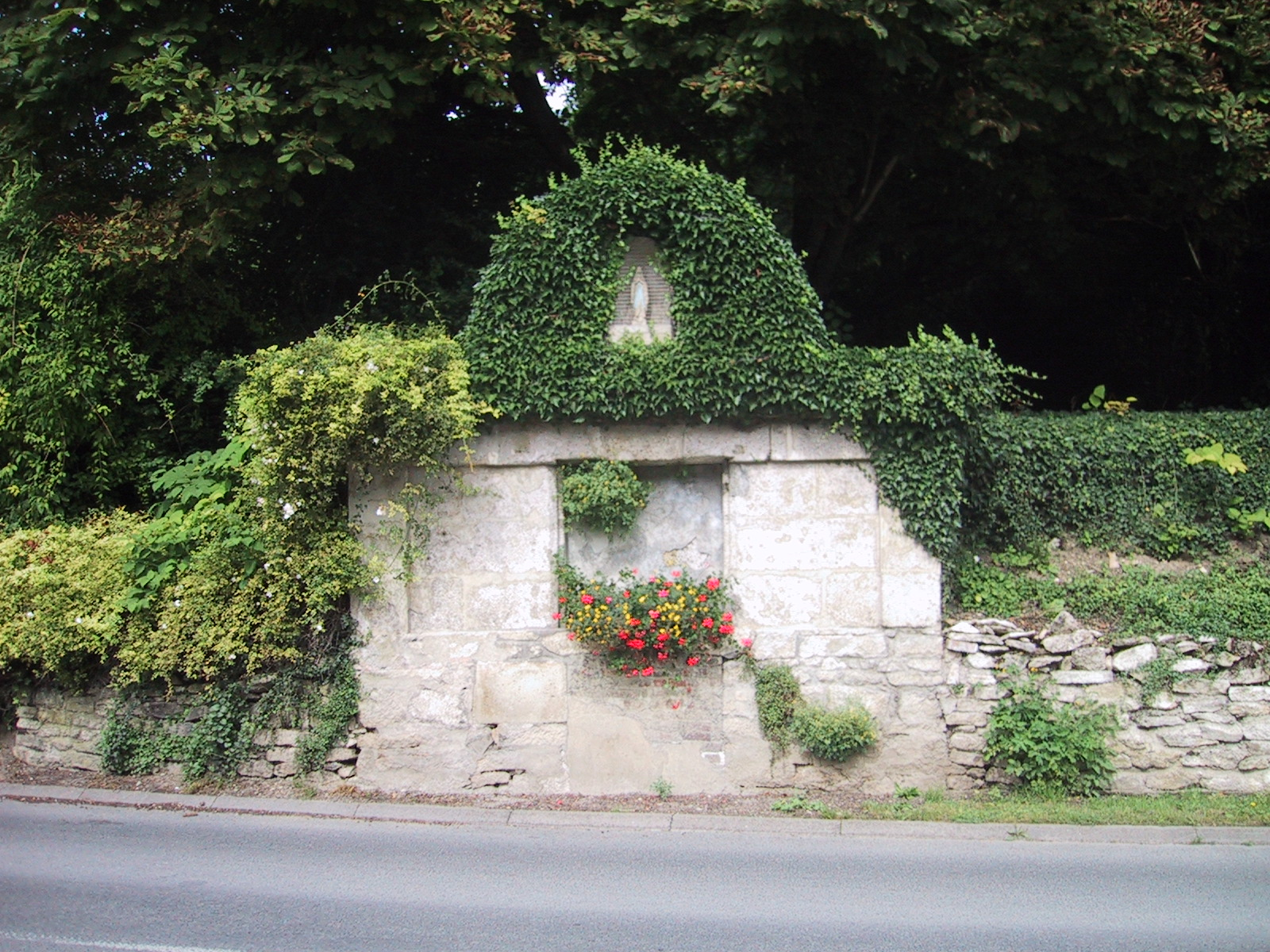
L'oratoire.
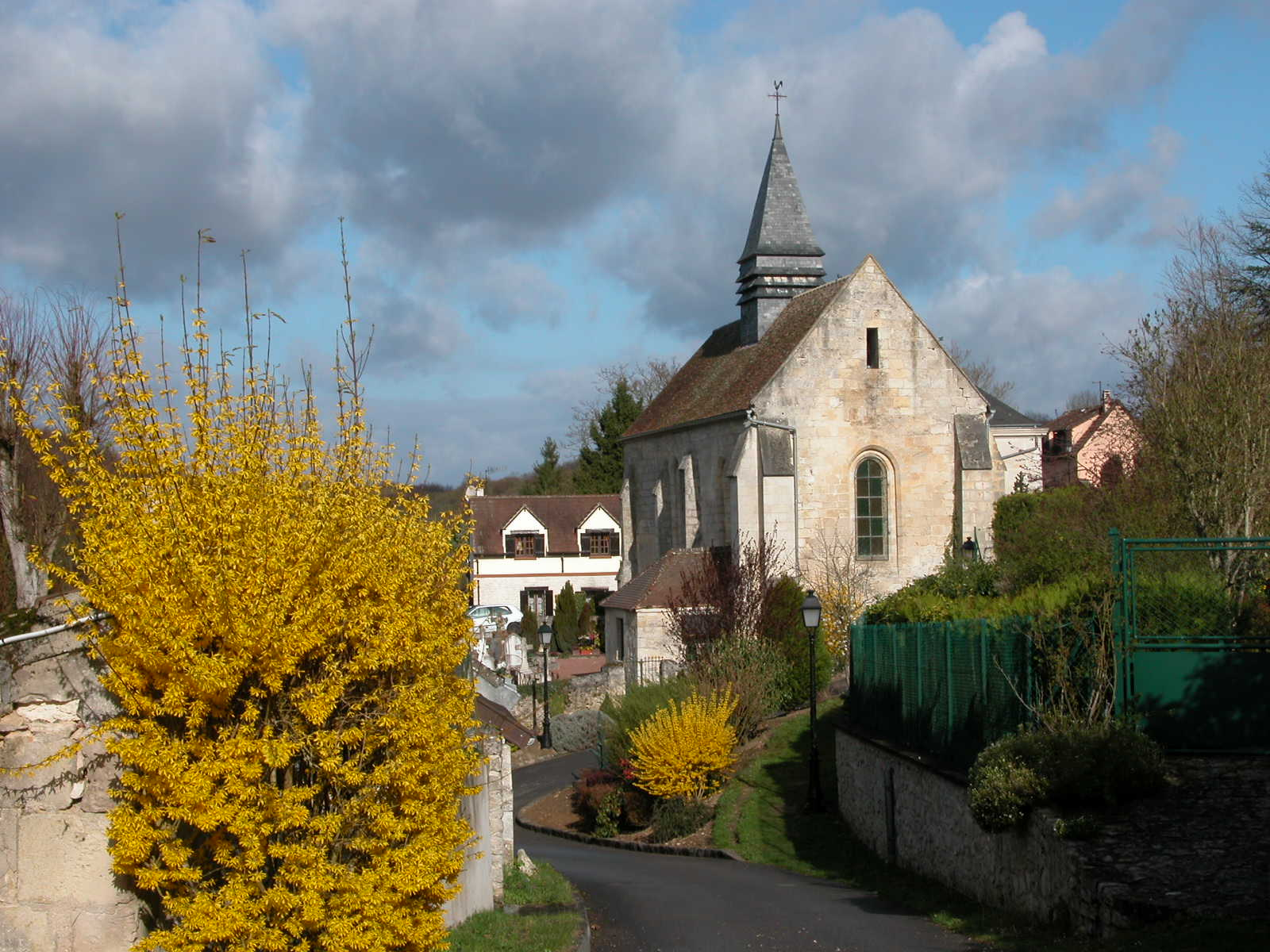
L'église.
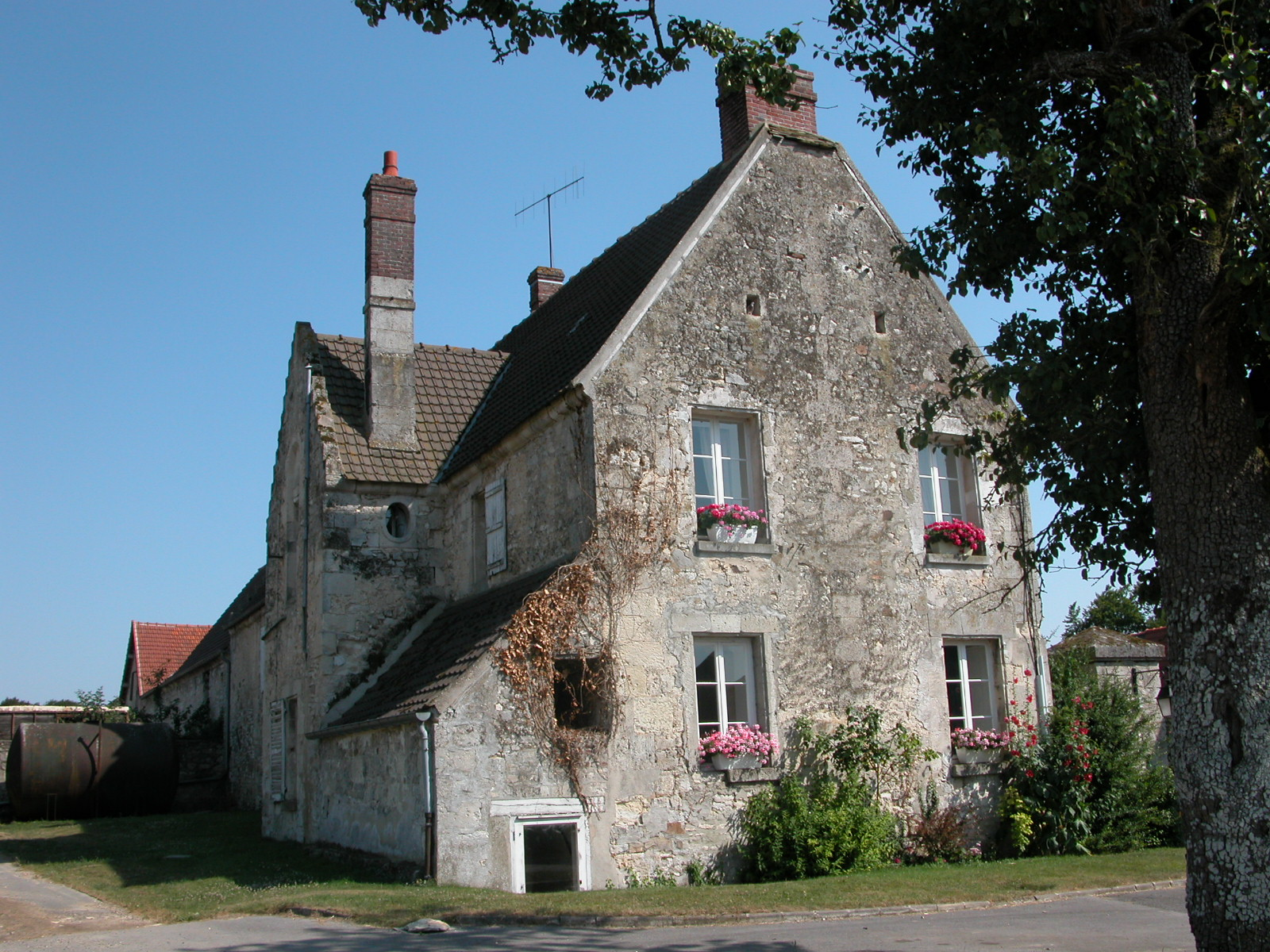
La ferme.
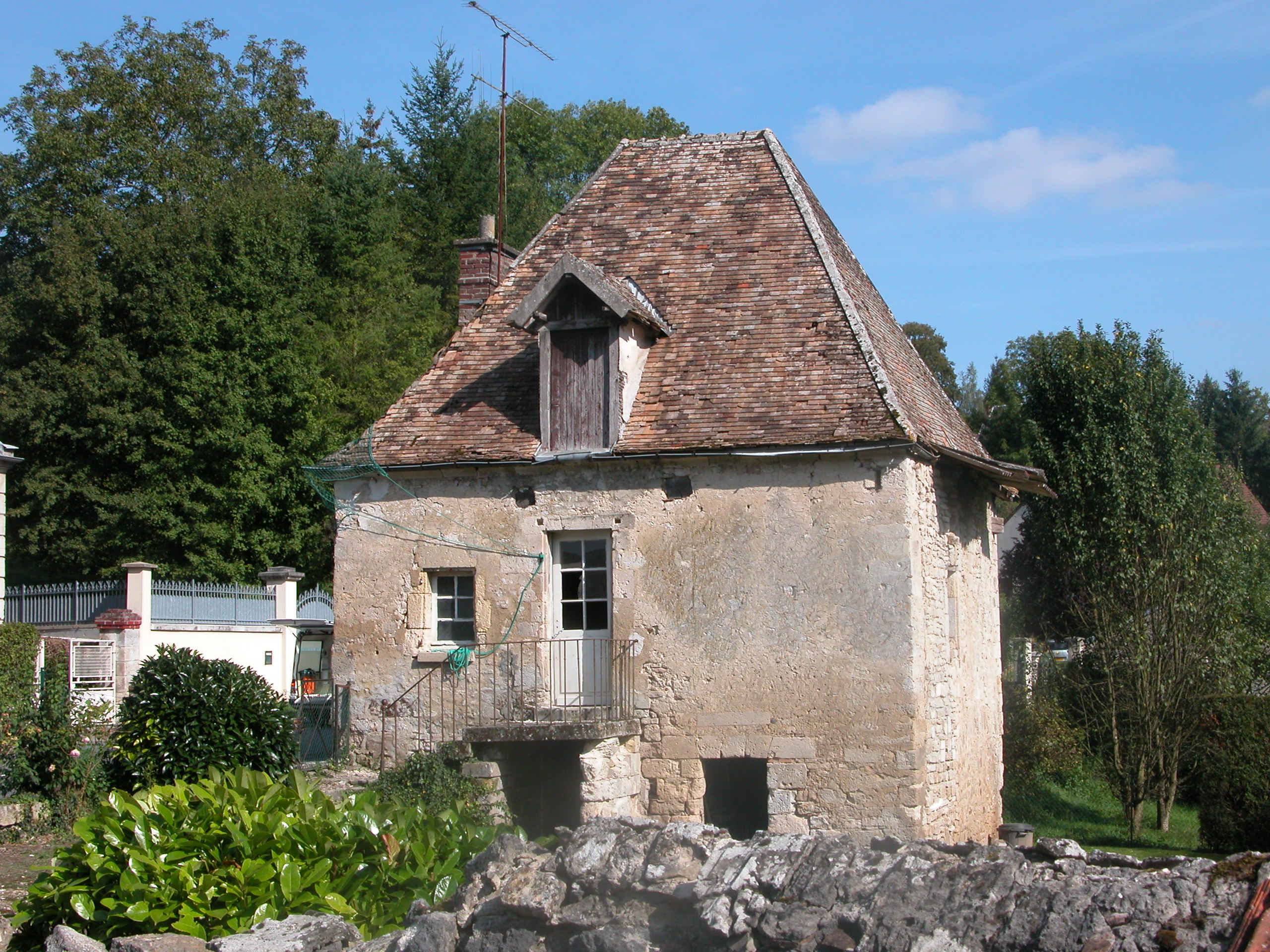
La Maison carrée.
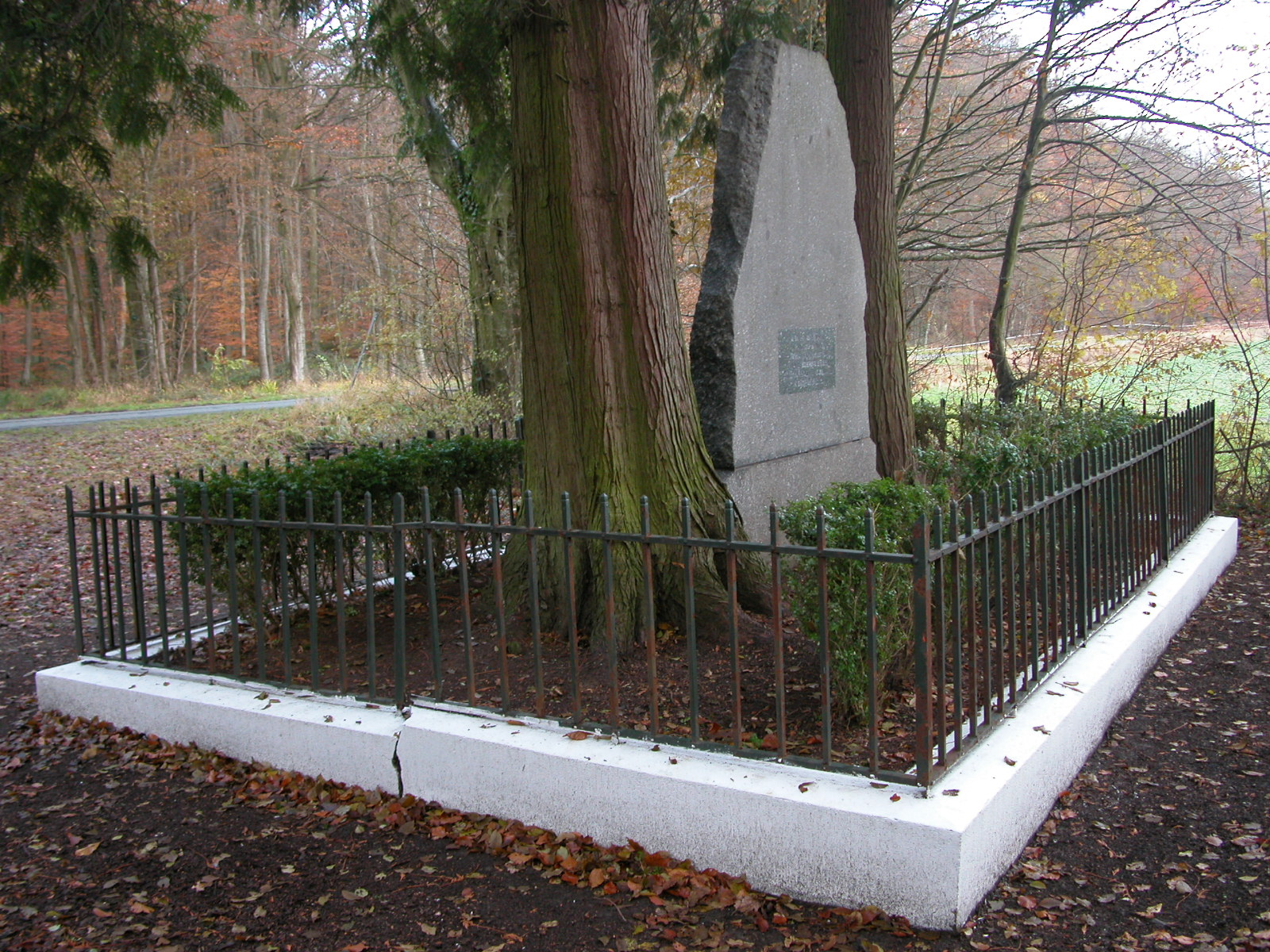
Le monument de la plaine.
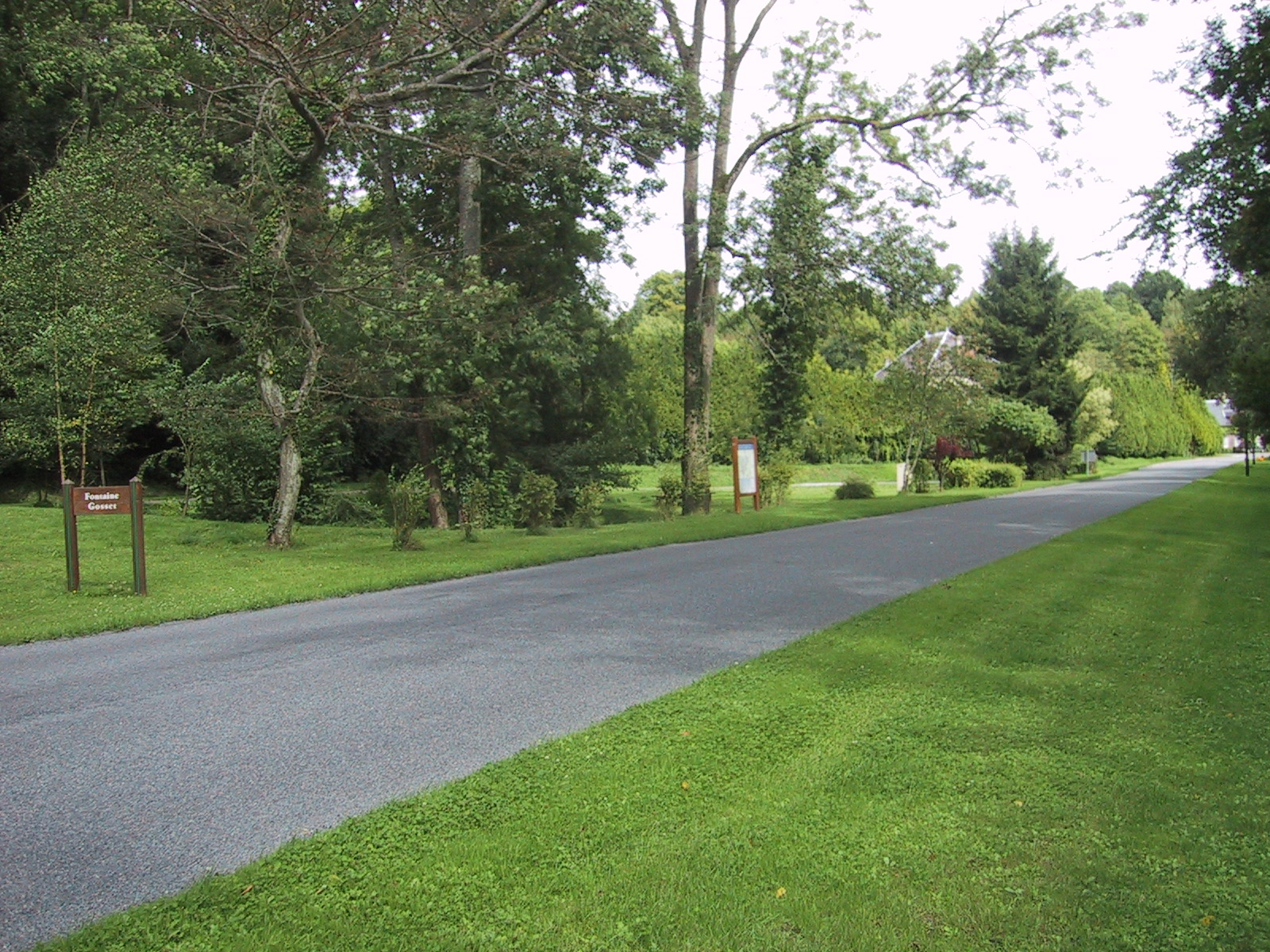
La fontaine Gosset.
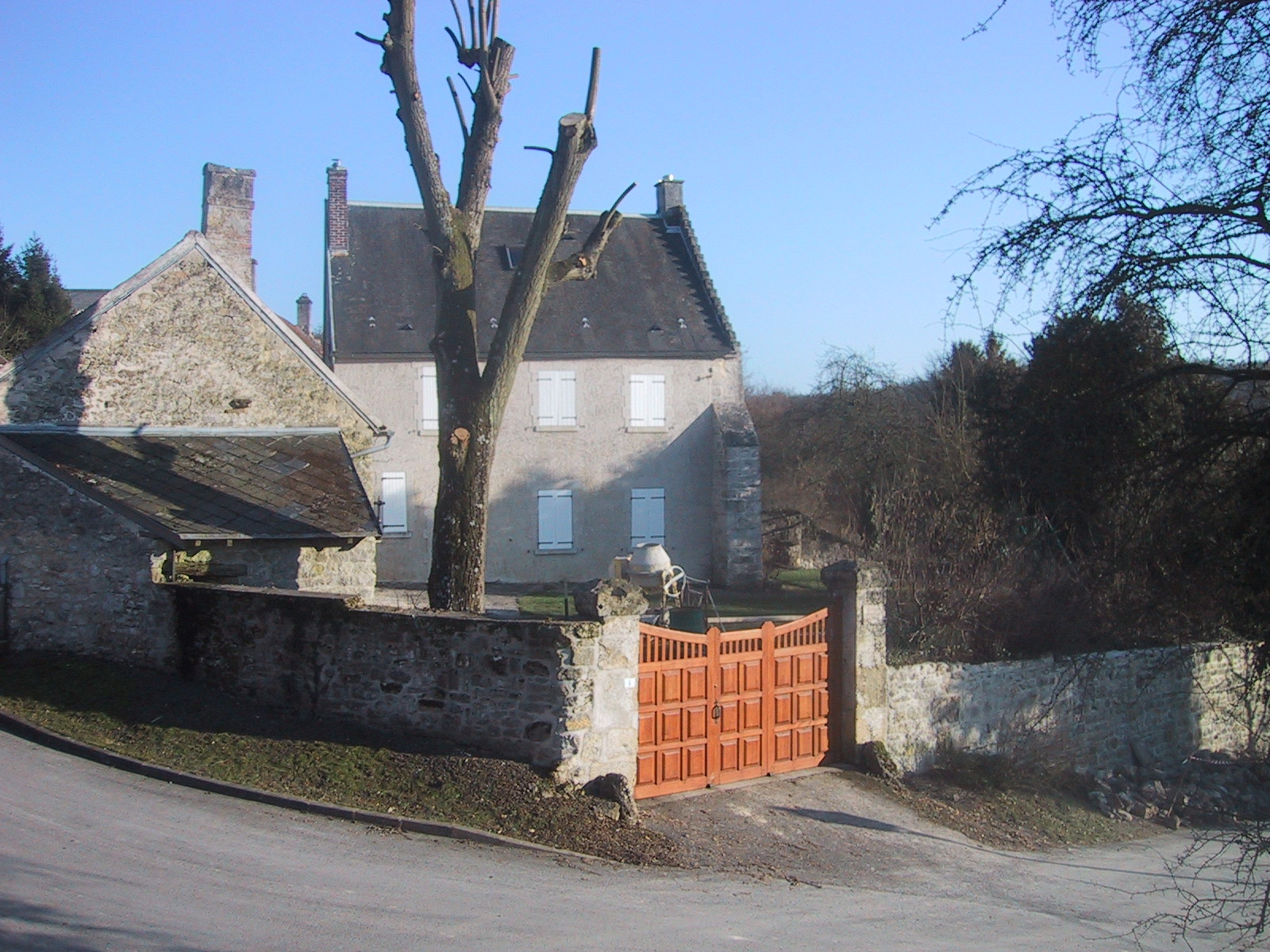
L'abbaye.
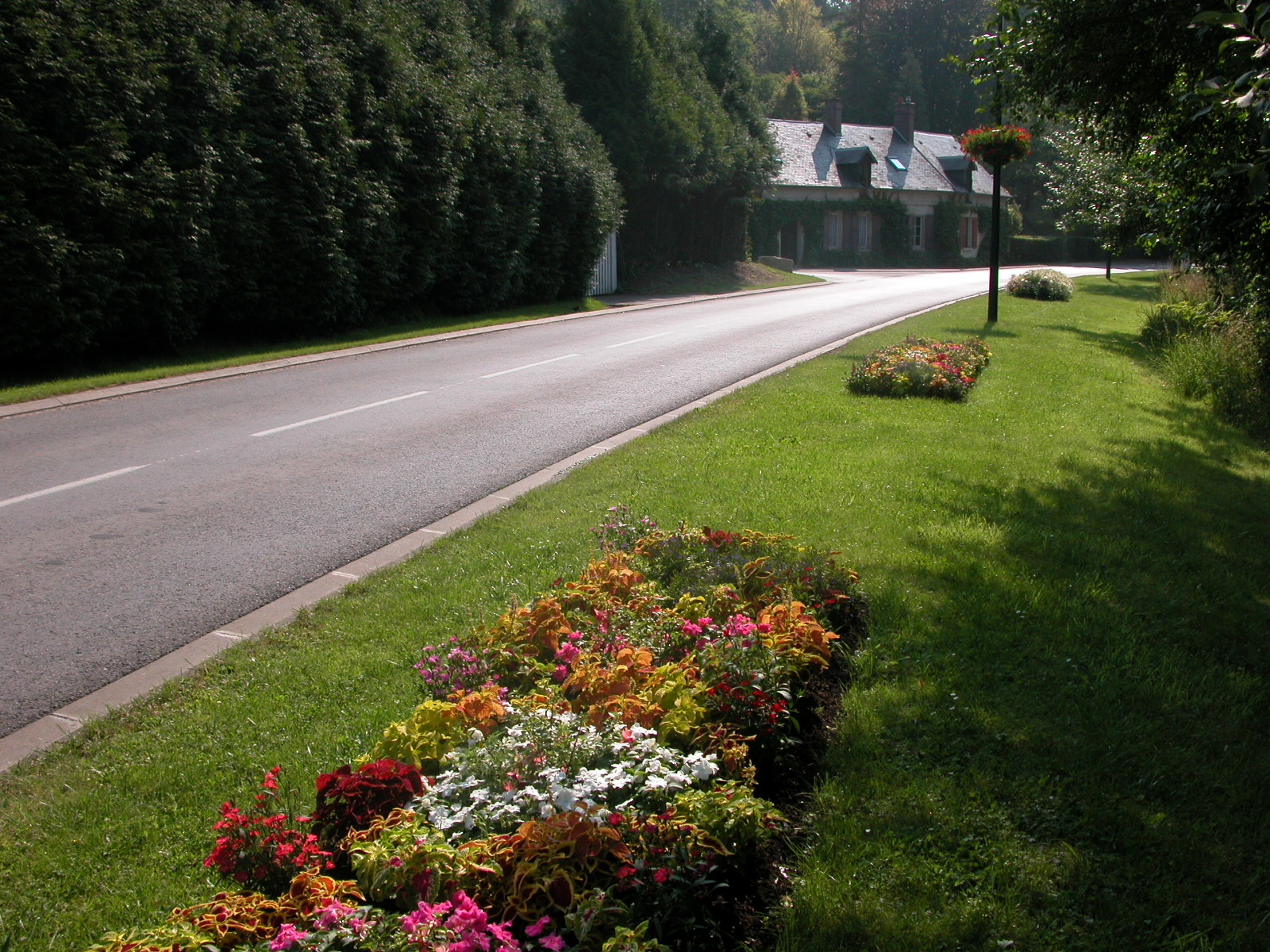
La Grande Rue.
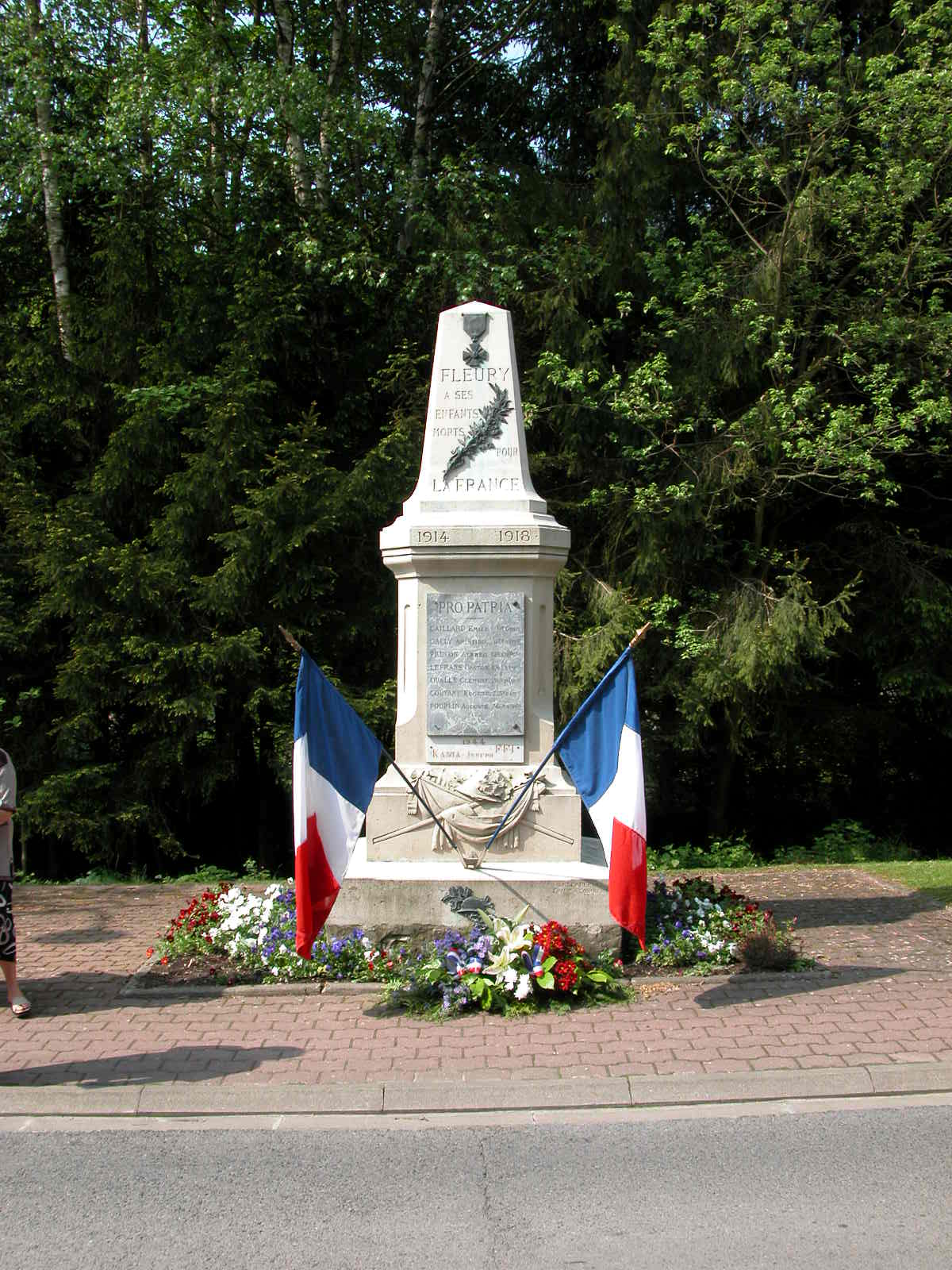
Le monument aux morts.

## Personnalités liées à la commune
- Saint Louis[pourquoi ?].
- Jean Racine aurait gravé son nom sur l'un des murs de la ferme de Fleury.
- Duc d'Orléans[Lequel ?].

## Pour approfondir